# NGC 806
NGC 806 este o emission-line galaxy⁠(d) situată în constelația Balena. A fost descoperită în 1 noiembrie 1886 de către Lewis A. Swift.